# Ronchi dei Legionari
Ronchi dei Legionari é uma comuna italiana da região do Friuli-Venezia Giulia, província de Gorizia, com cerca de 11.121 habitantes. Estende-se por uma área de 16 km², tendo uma densidade populacional de 695 hab/km². Faz fronteira com Doberdò del Lago, Fogliano Redipuglia, Monfalcone, San Canzian d'Isonzo, San Pier d'Isonzo, Staranzano.

## Demografia
| Variação demográfica do município entre 1861 e 2011                               |
|                                                                                   |
| Fonte: Istituto Nazionale di Statistica (ISTAT) - Elaboração gráfica da Wikipedia |